# 瓦施貝格山
48°25′19″N 16°16′21″E / 48.42194°N 16.27250°E

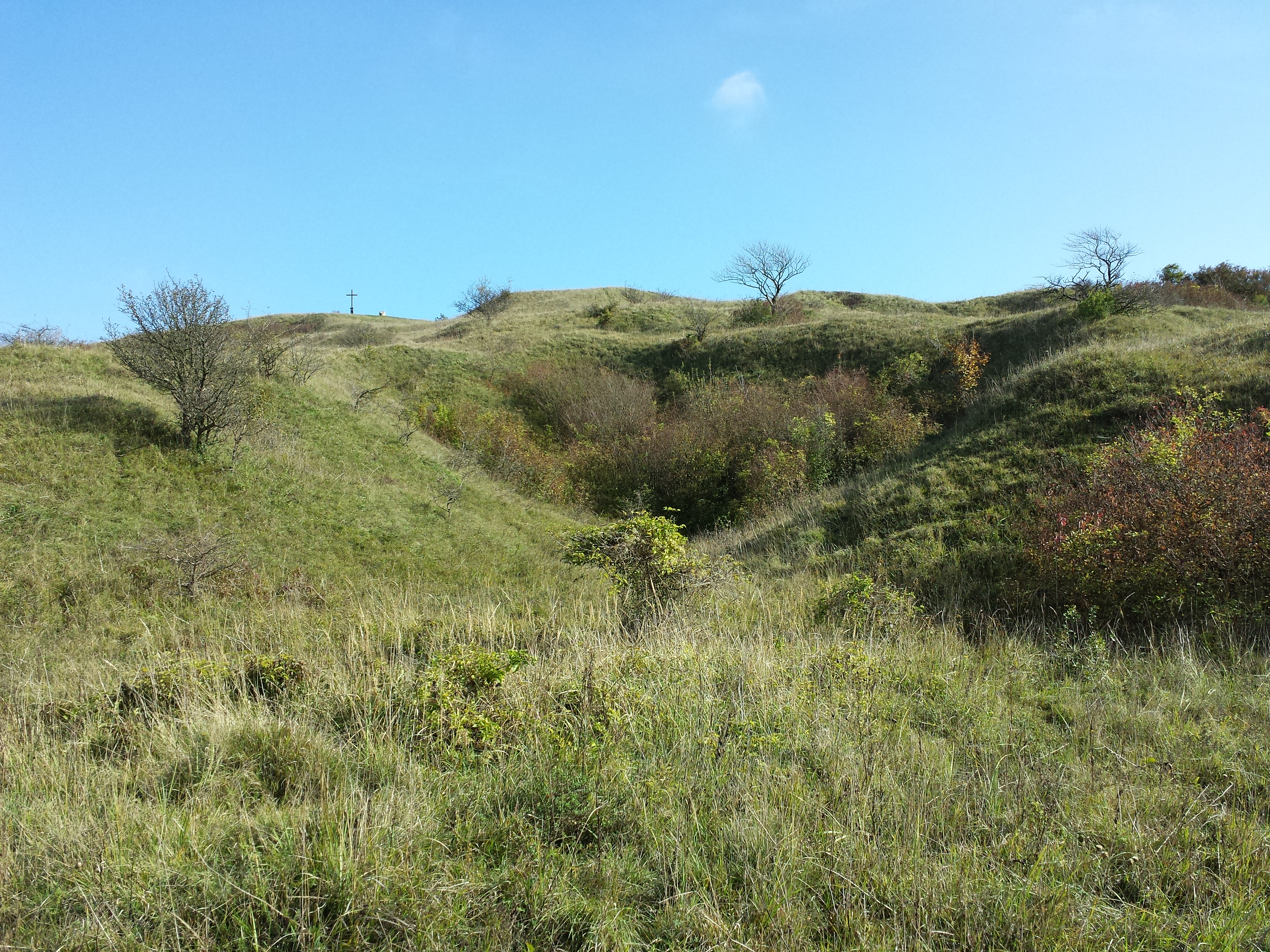

瓦施貝格山（德語：Waschberg），是奧地利的山峰，位於該國東北部，由下奧地利州負責管轄，距離米歇爾貝格山1.4公里，海拔高度388米。